# Paracroria rufocastanea
Paracroria rufocastanea is een vlinder uit de familie van  de uilen (Noctuidae). De wetenschappelijke naam van deze soort is voor het eerst voorgesteld als Eublemma rufocastanea door Lionel Walter Rothschild in een publicatie uit 1924.
De soort komt voor op Madagaskar.